# BEFORE DAWN (ラジオ番組)
『BEFORE DAWN』（ビフォードーン）は、2022年4月6日（5日深夜）からJ-WAVEで放送されているラジオ番組。

## 概要
作家・エッセイストの燃え殻がナビゲーターを務める深夜のトーク番組。燃え殻が自身のエッセイを朗読するコーナーやリスナーの推薦図書をシェアするコーナー「真夜中読書倶楽部」が設けられている。
また、不定期でゲストを迎えての対談や、ゲストがミュージシャンの場合はスタジオライブが行われる場合がある。
雑誌「BRUTUS」のWebサイト「BRUTUS.jp」と連動し、燃え殻によるエッセイの朗読連載がコラボレーションポッドキャスト『明けないで夜 ～朗読の部～』にて配信され、のちに書籍化されている。
2025年4月期から、放送内容をナレーションのみで再編集した音声コンテンツをポッドキャストで配信開始。
番組ハッシュタグは「#dawn813」。

## 来歴
2022年2月13日 22:00-22:54（JST）に作家・エッセイストの燃え殻をラジオ初のナビゲーターに迎えた生放送の特別番組『J-WAVE SELECTION BEFORE DAWN』が放送され、同年4月期の改編でレギュラー番組化された。
番組開始から3年、2025年4月期の改編で放送日時が金曜 26:30 - 27:00（JST） へと変更。

## 放送時間
- 毎週金曜 26:30 - 27:00（JST）（2025年4月5日 - ）

### 過去の放送時間
- 毎週火曜 26:00 - 27:00（JST）（2022年4月6日 - 2025年3月26日）

## ナビゲーター
- 燃え殻

## 放送リスト
| 2022年 | 2022年         | 2022年                 | 2022年                             | 2022年                                                       |
| ♯      | 放送日         | ゲスト                 | ゲスト                             | テーマ・トピック                                             |
| ♯      | 放送日         | 肩書                   | ゲスト名                           | テーマ・トピック                                             |
| ------ | -------------- | ---------------------- | ---------------------------------- | ------------------------------------------------------------ |
| 1      | 2022年04月06日 | -                      | -                                  | 「深夜ラジオ」                                               |
| 2      | 04月13日       | 漫画家                 | おかざき真里                       | 漫画「あなたに聴かせたい歌があるんだ」                       |
| 3      | 04月20日       | 漫画家                 | おかざき真里                       | 漫画「あなたに聴かせたい歌があるんだ」                       |
| 4      | 04月27日       | -                      | -                                  | エッセイ集「それでも日々はつづくから」                       |
| 5      | 05月04日       | プロレスラー           | エル・デスペラード                 |                                                              |
| 6      | 05月11日       | プロレスラー           | エル・デスペラード                 | エル・デスペラードが燃え殻のエッセイに感じること、読書歴     |
| 7      | 05月18日       | -                      | -                                  | 「東京」                                                     |
| 8      | 05月25日       | 俳優                   | 成田凌                             | ドラマ「あなたに聴かせたい歌があるんだ」                     |
| 9      | 06月01日       | 俳優                   | 成田凌                             | ドラマ「あなたに聴かせたい歌があるんだ」                     |
| 10     | 06月08日       | -                      | -                                  | 「SNS」                                                      |
| 11     | 06月15日       | 声優                   | 江口拓也                           | 江口が声優を目指し始めたころ                                 |
| 12     | 06月22日       | 声優                   | 江口拓也                           | 仕事への向き合い方、仕事におけるチーム作り                   |
| 13     | 06月29日       | -                      | -                                  | 「旅」                                                       |
| 14     | 07月06日       | 映画監督・演出家       | 土井裕泰                           | 朗読劇 「湯布院奇行」について                                |
| 15     | 07月13日       | 映画監督・演出家       | 土井裕泰                           | 朗読劇 「湯布院奇行」について                                |
| 16     | 07月20日       | -                      | -                                  | 石垣島で経験した「夏休み」、小説「これはただの夏」の制作秘話 |
| 17     | 07月27日       | -                      | -                                  | 「大人の夏の課題図書」                                       |
| 18     | 08月03日       | -                      | -                                  | 「夏の旅」                                                   |
| 19     | 8月10日        | -                      | -                                  | 「大人の夏の課題図書 その2」                                 |
| 20     | 8月17日        | -                      | -                                  | レギュラー放送初の生放送                                     |
| 21     | 8月24日        | -                      | -                                  | 「渋谷」                                                     |
| 22     | 8月31日        | -                      | -                                  | エッセイ「森に目を凝らす」の朗読                             |
| 23     | 9月07日        | ダンサー・ボーカリスト | LEO（BE：FIRST）                   | LEO曰く燃え殻は「24歳上の親友」                              |
| 24     | 9月14日        | 脚本家・映画監督       | 岨手由貴子                         | ドラマ「すべて忘れてしまうから 」                            |
| 25     | 9月21日        | 脚本家・映画監督       | 岨手由貴子                         | ドラマ「すべて忘れてしまうから 」                            |
| 26     | 9月28日        | -                      | -                                  | 「三軒茶屋」、エッセイ「愛には人の数だけ種類がある」」の朗読 |
| 27     | 10月05日       | -                      | -                                  | 友人についてのエッセイの朗読                                 |
| 28     | 10月12日       | -                      | -                                  | エッセイ「まーまー好きだった人」の朗読                       |
| 29     | 10月19日       | ミュージシャン・女優   | CHARA                              | ドラマ「すべて忘れてしまうから」                             |
| 30     | 10月26日       | ミュージシャン・女優   | CHARA                              | ドラマ「すべて忘れてしまうから」                             |
| 31     | 11月02日       | -                      | -                                  | 入谷で過ごした学生時代、 金魚屋の友人                        |
| 32     | 11月09日       | -                      | -                                  | 熱海への旅にまつわるエッセイの朗読                           |
| 33     | 11月16日       | ミュージシャン         | 比喩根、ジャスティン（chilldspot） | 曲作りについての話、好きな本について                         |
| 34     | 11月23日       | -                      | -                                  | 生放送                                                       |
| 35     | 11月30日       | -                      | -                                  | 「眠れぬ夜の推薦図書」                                       |
| 36     | 12月07日       | -                      | -                                  | エッセイ「偉そうにするなよ、疲れるから」の朗読               |
| 37     | 12月14日       | ミュージシャン         | 堀込泰行                           | 名曲「エイリアンズ」について                                 |
| 38     | 12月21日       | ミュージシャン         | 堀込泰行                           | 名曲「エイリアンズ」について                                 |
| 39     | 12月28日       | -                      | -                                  | 「今年の私的推薦図書」                                       |

| 2023年 | 2023年         | 2023年                 | 2023年                     | 2023年                                                             |
| ♯      | 放送日         | ゲスト                 | ゲスト                     | テーマ・トピック                                                   |
| ♯      | 放送日         | 肩書                   | ゲスト名                   | テーマ・トピック                                                   |
| ------ | -------------- | ---------------------- | -------------------------- | ------------------------------------------------------------------ |
| 40     | 2023年01月04日 | -                      | -                          | 「年末年始」                                                       |
| 41     | 01月11日       | -                      | -                          | エッセイ「回収されない伏線」 の朗読                                |
| 42     | 01月18日       | 映像プロデューサー     | 五箇公貴                   | 五箇の著書 「サイコーサウナ」について                              |
| 43     | 01月25日       | -                      | -                          | エッセイ「思わず嘘をついてしまうこともある」 の朗読                |
| 44     | 02月01日       | 映画監督               | 今泉力哉                   | ドラマ「杉咲花の撮休」について                                     |
| 45     | 02月08日       | 映画監督               | 今泉力哉                   | 映画「ちひろさん」について                                         |
| 46     | 02月15日       | -                      | -                          | エッセイ「この世界は、ロマンチックなことが少なすぎる」 の朗読      |
| 47     | 02月22日       | -                      | -                          | エッセイ「君はいつか知らない誰かとまたここに来る」 の朗読          |
| 48     | 03月01日       | 俳優・映画監督         | 竹中直人                   | 映画「零落」について                                               |
| 49     | 03月08日       | 俳優・映画監督         | 竹中直人                   | 竹中が最近読んだエッセイについて                                   |
| 50     | 03月15日       | -                      | -                          | エッセイ「あの人について」の朗読                                   |
| 51     | 03月22日       | 監督                   | 佐井大紀                   | 映画「日の丸～寺山修司40年目の挑発～」について                     |
| 52     | 03月29日       | -                      | -                          | エッセイ「暗闇から爆音」の朗読                                     |
| 53     | 04月05日       | -                      | -                          | 「酒場/BAR」、山田太一著 『丘の上の向日葵』                        |
| 54     | 04月12日       | -                      | -                          | エッセイ「女ぎつねon the Run」の朗読                               |
| 55     | 04月19日       | シンガーソングライター | さらさ                     | 創作について、スタジオLIVE                                         |
| 56     | 04月26日       | -                      | -                          | エッセイ「僕は今でもアイスは噛んで食べる」 の朗読                  |
| 57     | 05月03日       | -                      | -                          | 地元「横浜」と 祖父母が住んでいた「静岡」について                  |
| 58     | 5月10日        | シンガーソングライター | ヒグチアイ                 | 燃え殻と初対面のヒグチアイとの初対談                               |
| 59     | 5月17日        | -                      | -                          | 竹中直人との出会いをエッセイにして朗読                             |
| 60     | 5月24日        | 俳優                   | 安藤政信                   | 「湯布院奇行」での朗読                                             |
| 61     | 5月31日        | -                      | -                          | エッセイ「何も持たずにすべてを置いて僕たちは死ぬ」朗読             |
| 62     | 6月07日        | 作家                   | 田所敦嗣                   | 旅について、物を書くことについて                                   |
| 63     | 6月14日        | ミュージシャン         | 松尾レミ（GLIM SPANKY）    | 「切なさ」や「激しさ」が宿る楽曲を 生み出す秘密について            |
| 64     | 6月21日        | -                      | -                          | エッセイ「私、おばあちゃんになれたよ、と彼女は言った」の朗読の朗読 |
| 65     | 6月28日        | -                      | -                          | 「真夜中読書倶楽部 梅雨の部」                                      |
| 66     | 7月05日        | -                      | -                          | エッセイ「僕たちには僕たちのルールがあった」の朗読                 |
| 67     | 7月12日        | -                      | -                          | エッセイ 「懐かしい炒飯の作り方」の朗読                            |
| 68     | 7月19日        | ライター               | 古賀史健                   | 古賀の著書「さみしい夜にはペンを持て」について                     |
| 69     | 7月26日        | -                      | -                          | エッセイ「失敗や失態を運命にすりかえるひと」の朗読                 |
| 70     | 8月02日        | 歌人                   | 岡本真帆                   | 短歌の完成をどう見極めているか                                     |
| 71     | 8月09日        | 書店&ギャラリー店主    | 中村秀一                   | 移動本屋プロジェクトのこと                                         |
| 72     | 8月16日        | -                      | -                          | 生放送                                                             |
| 73     | 8月23日        | -                      | -                          | エッセイ「ブルーハワイ」の朗読                                     |
| 74     | 8月30日        | ミュージシャン         | 田中和将（GRAPEVINE）      | アルバム「Almost there」、変化し続ける表現方法の秘密               |
| 75     | 9月06日        | ミュージシャン         | 田中和将（GRAPEVINE）      | 田中のエッセイ 「群れず集まる」について                            |
| 76     | 9月13日        | -                      | -                          | エッセイ「保証人なんだけどさ、嫌だよね?」の朗読                    |
| 77     | 9月20日        | ダンサー・ボーカリスト | LEO（BE：FIRST）           | 2度目のゲスト出演                                                  |
| 78     | 9月27日        | ダンサー・ボーカリスト | LEO（BE：FIRST）           | オフの日の過ごし方やオススメの本                                   |
| 79     | 10月04日       | -                      | -                          | エッセイ「ねー、もう寝た？」 の朗読                                |
| 80     | 10月11日       | 漫画家                 | 雨夜幽歩                   | 雨夜は「すべて忘れてしまうから」の コミカライズ版の担当者          |
| 81     | 10月18日       | -                      | -                          | エッセイ「いやらしくて美しい瞬間」 の朗読                          |
| 82     | 10月25日       | -                      | -                          | 「真夜中読書倶楽部 -神無月の部-」                                  |
| 83     | 11月01日       | -                      | -                          | エッセイ「でも、の連続」の朗読                                     |
| 84     | 11月08日       | -                      | -                          | エッセイ「まだらな僕と、まだらな誰か」 の朗読                      |
| 85     | 11月15日       | 監督                   | 庄司輝秋                   | 庄司が出身地である 宮城県石巻市を舞台に選ぶ理由                    |
| 86     | 11月22日       | -                      | -                          | エッセイ「今年うかつに五十歳になる」 の朗読                        |
| 87     | 11月29日       | -                      | -                          | エッセイ「酒っていうのは基本的にはマズいんです」 の朗読            |
| 88     | 12月06日       | お笑いタレント         | 小沢一敬（スピードワゴン） |                                                                    |
| 89     | 12月13日       | お笑いタレント         | 小沢一敬（スピードワゴン） |                                                                    |
| 90     | 12月20日       | -                      | -                          | エッセイ「僕から見える世界、彼から見える世界」 の朗読              |
| 91     | 12月27日       | -                      | -                          | 真夜中読書倶楽部 「今年の私的推薦図書」                            |

| 2024年 | 2024年         | 2024年                       | 2024年                | 2024年                                                                     |
| ♯      | 放送日         | ゲスト                       | ゲスト                | テーマ・トピック                                                           |
| ♯      | 放送日         | 肩書                         | ゲスト名              | テーマ・トピック                                                           |
| ------ | -------------- | ---------------------------- | --------------------- | -------------------------------------------------------------------------- |
| 92     | 2024年01月03日 | -                            | -                     | エッセイ「やっぱ、瓶漬けカルビだよね」の 朗読                              |
| 93     | 01月10日       | ミュージシャン               | TENDRE                | ドラマ「すべて忘れてしまうから」の 劇伴の担当、 オススメの本               |
| 94     | 01月17日       | -                            | -                     | エッセイ「お好み、どうよ？」 の朗読                                        |
| 95     | 01月24日       | -                            | -                     | エッセイ「はじめに」 を朗読                                                |
| 96     | 01月31日       | -                            | -                     | エッセイ「偽物でもまがい物でもかまわない」 の朗読                          |
| 97     | 02月07日       | -                            | -                     | エッセイ「母にとって人生初のライブ体験」 の朗読                            |
| 98     | 02月14日       | イラストレーター             | 原倫子                | 創作の裏側                                                                 |
| 99     | 02月21日       | -                            | -                     | エッセイ「今日は疲れた。いい意味だけど」 の朗読                            |
| 100    | 02月28日       | -                            | -                     | 「卒業」、「引越し」                                                       |
| 101    | 03月06日       | -                            | -                     | エッセイ「彼はやっぱり僕の前に再び現れた」 の朗読                          |
| 102    | 03月13日       | -                            | -                     | エッセイ「結局、彼女は畳に告白をした」の朗読                               |
| 103    | 03月20日       | -                            | -                     | エッセイ「雨宿りをするふたり」の朗読                                       |
| 104    | 03月27日       | 歌人                         | 岡本真帆              | 第二歌集「あかるい花束」について（2度目のゲスト出演）                      |
| 105    | 04月03日       | -                            | -                     | エッセイ「今年、小説を本屋さんで買った人いますか？」の朗読                 |
| 106    | 04月10日       | ミュージシャン               | 大槻ケンヂ            | 年を重ねてのお酒との付き合い方、エッセイにまつわる話                       |
| 107    | 04月17日       | ミュージシャン               | 大槻ケンヂ            | エッセイ「恥をかきたくないとか、うまくいかなかったらどうしようとか」の朗読 |
| 108    | 04月24日       | ミュージシャン               | 大槻ケンヂ            | 大槻が40代からギターを始めた理由、「のほほん雑記帳」を書いたきっかけ       |
| 109    | 05月01日       | -                            | -                     | エッセイ「一日とちょっとの旅」の朗読                                       |
| 110    | 5月08日        | -                            | -                     | エッセイ「いいカフェを見つけたんですよ」の朗読                             |
| 111    | 5月15日        | ミュージシャン               | グッナイ小形          | スタジオでの弾き語り                                                       |
| 112    | 5月22日        | -                            | -                     | エッセイ「いつかインドのどこかの駅で」 の朗読                              |
| 113    | 5月29日        | 漫画家・映画監督             | 大橋裕之              | 短編映画「変哲の竜」                                                       |
| 114    | 6月05日        | -                            | -                     | エッセイ「日々を生きる上での避難場所」 の朗読                              |
| 115    | 6月12日        | -                            | -                     | 「真夜中読書倶楽部 風待月の部」                                            |
| 116    | 6月19日        | -                            | -                     | エッセイ「どんな予定もうっすら行きたくない」 の朗読                        |
| 117    | 6月26日        | 作家                         | 爪切男                | ドラマ「クラスメイトの女子、全員好きでした」について                       |
| 118    | 7月03日        | -                            | -                     | エッセイ「シーフードドリアを食べ終わるころには」 の朗読                    |
| 119    | 7月10日        | 作家                         | 細田昌志              | ノンフィクション作品 「力道山未亡人」について                              |
| 120    | 7月17日        | -                            | -                     | エッセイ「年齢からくるコクとキレ」の朗読                                   |
| 121    | 7月24日        | -                            | -                     | エッセイ 「ドライブでもいこうぜ」の朗読                                    |
| 122    | 7月31日        | ミュージシャン               | 青羊（けもの）        | けものの新曲を初OA                                                         |
| 123    | 8月07日        | -                            | -                     | エッセイ「ジャンボモナカを食べながら、いい加減な話をしよう」 の朗読        |
| 124    | 8月14日        | -                            | -                     | フジロックフェスティバルについて                                           |
| 125    | 8月21日        | -                            | -                     | 小説「これはただの夏」の執筆当時を振り返る                                 |
| 126    | 8月28日        | ミュージシャン               | 田中和将（GRAPEVINE） | 日比谷野音でのライブ、新曲「NINJA POP CITY」のこと（2度目のゲスト出演）    |
| 127    | 9月04日        | -                            | -                     | エッセイ「あの頃、深夜の牛丼屋には仲間がいた」 の朗読                      |
| 128    | 9月11日        | ミュージシャン               | さらさ                | 燃え殻のエッセイを受けてのさらさ楽曲書き下ろし（2度目のゲスト出演）        |
| 129    | 9月18日        | -                            | -                     | エッセイ「おっぱい足りてる？」 の朗読                                      |
| 130    | 9月25日        | -                            | -                     | エッセイ「夢なんて叶っても叶わなくてもいい」 の朗読                        |
| 131    | 10月02日       | -                            | -                     | エッセイ「浅煎りのコーヒー、読まれたい日記」 の朗読                        |
| 132    | 10月09日       | -                            | -                     | 「真夜中読書倶楽部 清秋の部」                                              |
| 133    | 10月16日       | シンガーソングライター       | 荒谷翔大              | 荒谷による新曲「Focus」、2ndシングル「よか」の弾き語り                     |
| 134    | 10月23日       | -                            | -                     | エッセイ「LIFE IS COMIN' BACK」の朗読                                      |
| 135    | 10月30日       | 映画監督                     | 萩原健太郎            | 萩原の最新作「傲慢と善良」について                                         |
| 136    | 11月06日       | -                            | -                     | エッセイ「顔のわからない彼女とアスター麺を食べる頃には」 の朗読            |
| 137    | 11月13日       | -                            | -                     | エッセイ「スマートフォンからの卒業」の朗読                                 |
| 138    | 11月20日       | 通訳者・ラジオパーソナリティ | キニマンス塚本ニキ    | 塚本初の著書「世界をちょっとよくするために 知っておきたい英語100」について |
| 139    | 11月27日       | -                            | -                     | 「喫茶店・カフェ」                                                         |
| 140    | 12月04日       | -                            | -                     | エッセイ「タイのガパオライスとフーテンのドゥ」 の朗読                      |
| 141    | 12月11日       | -                            | -                     | 「今年の私的推薦図書」                                                     |
| 142    | 12月18日       | -                            | -                     | 「クリスマス」                                                             |

| 2025年 | 2025年         | 2025年                     | 2025年                | 2025年                                                                           |
| ♯      | 放送日         | ゲスト                     | ゲスト                | テーマ・トピック                                                                 |
| ♯      | 放送日         | 肩書                       | ゲスト名              | テーマ・トピック                                                                 |
| ------ | -------------- | -------------------------- | --------------------- | -------------------------------------------------------------------------------- |
| 143    | 2025年01月01日 | ミュージシャン             | 堀込泰行              | 堀込によるスタジオライブ（2度目のゲスト出演）                                    |
| 144    | 01月08日       | -                          | -                     | エッセイ「交わせぬ思い、交わせた杯」 の朗読                                      |
| 145    | 01月15日       | 絵本作家・イラストレーター | 山中タイキ            | 「海外の絵本」                                                                   |
| 146    | 01月22日       | -                          | -                     | エッセイ「トボトボ、ボソボソ、ヒソヒソと」の朗読                                 |
| 147    | 01月29日       | -                          | -                     | 「温泉」                                                                         |
| 148    | 02月05日       | -                          | -                     | エッセイ「いつか気まぐれサラダを注文しよう」 の朗読                              |
| 149    | 02月12日       | シンガーソングライター     | 大橋トリオ            | 「テーマがあって制作すること」                                                   |
| 150    | 02月19日       | -                          | -                     | エッセイ「考えるな、間に合わせろ」の朗読                                         |
| 151    | 02月26日       | 作家・俳優                 | 戌井昭人              | 「芥川賞落選小説集」について                                                     |
| 152    | 03月05日       | -                          | -                     | エッセイ「秘密のいちごミルクキャンディー」 の朗読                                |
| 153    | 03月12日       | -                          | -                     | 14年前、東日本大震災が起きたあの日の記憶を辿る                                   |
| 154    | 03月19日       | -                          | -                     | エッセイ「運命は過去形がよく似合う」の朗読                                       |
| 155    | 03月26日       | ミュージシャン             | グッナイ小形          | スタジオライブ（2度目のゲスト出演）、この回まで火曜深夜に放送                    |
| 156    | 04月05日       | -                          | -                     | 「東京」、この回から金曜深夜に放送                                               |
| 157    | 04月12日       | ミュージシャン             | 奇妙礼太郎            | ニューアルバム「オールウェイズ」について                                         |
| 158    | 04月19日       | -                          | -                     | エッセイ「母の涙」 の朗読                                                        |
| 159    | 04月26日       | -                          | -                     | エッセイ集「この味もまたいつか恋しくなる」について                               |
| 160    | 05月03日       | 実業家・元放送作家         | 鈴木おさむ            | 鈴木が放送作家を辞めることを決意したライブ                                       |
| 161    | 05月10日       | -                          | -                     | 「真夜中読書倶楽部-緑風の部-」                                                   |
| 162    | 05月17日       | -                          | -                     | 「みなさんからのお便りスペシャル」                                               |
| 163    | 05月24日       | 漫画家                     | 井上三太              | ヤングチャンピオンで連載中の「惨家」、「人気作品に続編の構想はあるのか」について |
| 164    | 05月31日       | -                          | -                     | エッセイ「また身長縮んじゃった」の朗読                                           |
| 165    | 06月07日       | -                          | -                     | 「手紙」                                                                         |
| 166    | 06月14日       | ミュージシャン             | 田中和将（GRAPEVINE） | ニューアルバム「あのみちから遠くはなれて」について（3度目のゲスト出演）          |
| 167    | 06月21日       | -                          | -                     | エッセイ「アーティスト業と呼ばれる人々」の朗読                                   |
| 168    | 06月28日       | -                          | -                     | リスナーから届いたハガキや便箋の手紙を紹介                                       |
| 169    | 07月05日       | -                          | -                     | エッセイ「あの記憶は誰のものだろう」 の朗読                                      |
| 170    | 07月12日       | -                          | -                     | 燃え殻が自身を形成した漫画作品                                                   |
| 171    | 07月19日       | 漫画家                     | 川勝徳重              | 「漫画 湯布院奇行」について                                                      |
| 172    | 07月26日       | -                          | -                     | 「真夜中読書倶楽部」                                                             |
| 173    | 08月02日       | -                          | -                     | エッセイ「悪いことが起きる気配もなかった」の朗読                                 |
| 174    | 08月09日       | -                          | -                     | エッセイ「いつか自分と語らったときに」の朗読                                     |
| 175    | 08月16日       | 俳優                       | 橋本淳                | 橋本の9月から始まる舞台や、朗読という声だけの表現について                        |

## 書誌情報
- 燃え殻 『明けないで夜』
  - 単行本：2024年10月17日[7]、 マガジンハウス、 ISBN 978-4-83-873294-4 - BRUTUS.jp × J-WAVE「BEFORE DAWN」「夜リラタイム」の書籍化